# Rio Boia Mică
O Rio Boia Mică é um rio da Romênia afluente do Rio Boia, localizado no distrito de Vâlcea.